# 疖痂拳蟹
疖痂坚壳蟹（学名：Philyra scabra）是玉蟹總科玉蟹科堅殼蟹亞科拳蟹屬的一個物種，原屬坚壳蟹属。在中国大陆，分布于海南等地，常生活于海水。该物种的模式产地在海南三亚。